# Séries télévisées américaines diffusées durant la saison 2021-2022
| 2020-2021 • | 2021-2022 • | 2022-2023 |

Le programme de télévision du réseau 2021-2022 pour les cinq principaux réseaux de diffusion commerciale de langue anglaise aux États-Unis couvrira les heures de grande écoute de septembre 2021 à août 2022. Le calendrier est suivi d'une liste par réseau de séries de retour, de nouvelles séries et de séries annulées après la saison télévisée 2020-2021.
NBC a été le premier à annoncer son programme d'automne le 14 mai 2021  suivi de Fox le 17 mai  ABC le 18 mai  CBS le 19 mai  et The CW le 25 mai, 2021.
Le 2 octobre 2021, The CW a commencé à diffuser des émissions aux heures de grande écoute le samedi soir, marquant la première fois que le réseau diffusait des émissions aux heures de grande écoute sept soirs par semaine.
PBS n'est pas inclus, car les stations de télévision membres ont une flexibilité locale sur la plupart de leurs horaires et les heures de diffusion des émissions du réseau peuvent varier. Ion Television et MyNetworkTV ne sont pas non plus inclus puisque les programmes des deux réseaux comportent des rediffusions syndiquées.

## Légende
- Le bleu clair indique une programmation locale.
- Gray indicates encore programming.
- Le bleu-gris indique la programmation d'informations.
- Le vert clair indique des événements sportifs..
- Le violet clair indique les films.
- Le jaune clair indique l'horaire actuel.

- Toutes les heures sont exprimées en heure de l'Est des États-Unis et du Pacifique (à l'exception de certains sports ou événements en direct). Soustrayez une heure pour les heures du Centre, des Montagnes, de l' Alaska et d' Hawaï-Aléoutiennes.
- Tous les événements sportifs sont diffusés en direct dans tous les fuseaux horaires de l'heure de l'Est des États-Unis, avec une programmation locale et/ou de fin de soirée diffusée après la fin du match.

### Programmation

#### Dimanche
| réseau | réseau      | 8:00 après-midi                                   | 8h30 après-midi                                   | 9h00 après-midi                   | 9h30 après-midi                       | 10h00 après-midi                      | 10h30 après-midi                      | 10:00 p.m.                            | 10:30 p.m.                            |
| ------ | ----------- | ------------------------------------------------- | ------------------------------------------------- | --------------------------------- | ------------------------------------- | ------------------------------------- | ------------------------------------- | ------------------------------------- | ------------------------------------- |
| abc    | automne     | Les vidéos domestiques les plus drôles d'Amérique | Les vidéos domestiques les plus drôles d'Amérique | Roue de la fortune des célébrités | Roue de la fortune des célébrités     | Balayage de supermarché               | Balayage de supermarché               | The Rookie                            | The Rookie                            |
| abc    | hiver       | Les vidéos domestiques les plus drôles d'Amérique | Les vidéos domestiques les plus drôles d'Amérique | american idole                    | american idole                        | american idole                        | american idole                        | The Rookie                            | The Rookie                            |
| CBS    | automne     | 60 Minutes                                        | 60 Minutes                                        | The Equalizer                     | The Equalizer                         | NCIS: Los Angeles                     | NCIS: Los Angeles                     | SEAL Team                             | SEAL Team                             |
| CBS    | mi-automne  | 60 Minutes                                        | 60 Minutes                                        | The Equalizer                     | The Equalizer                         | NCIS: Los Angeles                     | NCIS: Los Angeles                     | programme varié                       | programme varié                       |
| CBS    | hiver       | 60 Minutes                                        | 60 Minutes                                        | The Equalizer                     | The Equalizer                         | NCIS: Los Angeles                     | NCIS: Los Angeles                     | S.W.A.T.                              | S.W.A.T.                              |
| CBS    | Mi-hiver    | 60 Minutes                                        | 60 Minutes                                        | Celebrity Big Brother             | Celebrity Big Brother                 | NCIS: Los Angeles                     | NCIS: Los Angeles                     | S.W.A.T.                              | S.W.A.T.                              |
| CBS    | fin d'hiver | 60 Minutes                                        | 60 Minutes                                        | The Equalizer                     | The Equalizer                         | NCIS: Los Angeles                     | NCIS: Los Angeles                     | S.W.A.T.                              | S.W.A.T.                              |
| The CW | automne     | programme local                                   | programme local                                   | Legends of the Hidden Temple      | Legends of the Hidden Temple          | Maîtres de l'illusion (R)             | Maîtres de l'illusion (R)             | programme local                       | programme local                       |
| The CW | hiver       | programme local                                   | programme local                                   | Legends of the Hidden Temple      | Legends of the Hidden Temple          | Histoires d'horreur en deux phrases   | Histoires d'horreur en deux phrases   | programme local                       | programme local                       |
| The CW | Mi-hiver    | programme local                                   | programme local                                   | Riverdale                         | Riverdale                             | a déterminer                          | a déterminer                          | programme local                       | programme local                       |
| Fox    | automne     | Fox NFL                                           | The OT                                            | les Simpsons                      | The Great North                       | Les hamburgers de Bob                 | gars de la famille                    | programme local                       | programme local                       |
| Fox    | hiver       | a déterminer                                      | a déterminer                                      | les Simpsons                      | The Great North                       | Les hamburgers de Bob                 | gars de la famille                    | programme local                       | programme local                       |
| NBC    | NBC         | Soirée de football en Amérique                    | Soirée de football en Amérique                    | Soirée de football en Amérique    | Football du dimanche soir NBC (20h20) | Football du dimanche soir NBC (20h20) | Football du dimanche soir NBC (20h20) | Football du dimanche soir NBC (20h20) | Football du dimanche soir NBC (20h20) |

- Remarque : La programmation de CBS commence à 7h30 après-midi Est/6:30 après-midi Central les semaines où la NFL sur CBS diffuse des programmes doubles jusqu'à l'automne et au début de l'hiver. Les heures de début des fuseaux horaires des montagnes et du Pacifique resteront telles qu'elles sont indiquées ces semaines.
- Remarque : Les rediffusions des Simpsons et de Bob's Burgers seront diffusées à 19 h. ET / PT pendant les semaines où Fox n'a pas de matchs NFL à double titre en retard avec autorisation nationale.
- Remarque : ABC doit diffuser les American Music Awards 2021 le 21 novembre 2021 à 20 h

#### Lundi
| Réseau | Réseau           | 20:00                                    | 20h30                                    | 21h00                                    | 21h30                                    | 22h00                                  | 22h30                                  |
| ------ | ---------------- | ---------------------------------------- | ---------------------------------------- | ---------------------------------------- | ---------------------------------------- | -------------------------------------- | -------------------------------------- |
| abc    | Automne          | Dancing with the Stars                   | Dancing with the Stars                   | Dancing with the Stars                   | Dancing with the Stars                   | Good Doctor (série télévisée, 2017)    | Good Doctor (série télévisée, 2017)    |
| abc    | Fin de l'automne | Compte à rebours du lundi soir (13/12)   | Football du lundi soir (13/12) (20h15)   | Football du lundi soir (13/12) (20h15)   | Football du lundi soir (13/12) (20h15)   | Football du lundi soir (13/12) (20h15) | Football du lundi soir (13/12) (20h15) |
| abc    | L'hiver          | Le Bachelor (1/3)                        | Le Bachelor (1/3)                        | Le Bachelor (1/3)                        | Le Bachelor (1/3)                        | Terre Promise (1/24)                   | Terre Promise (1/24)                   |
| cbs    | Automne          | Le quartier                              | Bob Hearts Abishola                      | NCIS                                     | NCIS                                     | NCIS: Hawaiʻi                          | NCIS: Hawaiʻi                          |
| cbs    | L'hiver          | Le quartier                              | Bob Hearts Abishola                      | Celebrity Big Brother                    | Celebrity Big Brother                    | NCIS: Hawaiʻi                          | NCIS: Hawaiʻi                          |
| cbs    | Fin d'hiver      | Le quartier                              | Bob Hearts Abishola                      | NCIS                                     | NCIS                                     | NCIS: Hawaiʻi                          | NCIS: Hawaiʻi                          |
| the CW | Automne          | All American (série télévisée)           | All American (série télévisée)           | 4400                                     | 4400                                     | Programmation locale                   | Programmation locale                   |
| the CW | Fin de l'automne | Programmation diverse (12/20)            | Programmation diverse (12/20)            | 4400                                     | 4400                                     | Programmation locale                   | Programmation locale                   |
| the CW | L'hiver          | All American (série télévisée)           | All American (série télévisée)           | All American: Homecoming                 | All American: Homecoming                 | Programmation locale                   | Programmation locale                   |
| FOX    | Automne          | 9-1-1                                    | 9-1-1                                    | Le grand saut                            | Le grand saut                            | Programmation locale                   | Programmation locale                   |
| FOX    | L'hiver          | 9-1-1 : Lone star                        | 9-1-1 : Lone star                        | La femme de ménage (1/3)                 | La femme de ménage (1/3)                 | Programmation locale                   | Programmation locale                   |
| FOX    | Printemps        | 9-1-1 (21/3)                             | 9-1-1 (21/3)                             | 9-1-1 : Lone star (21/3)                 | 9-1-1 : Lone star (21/3)                 | Programmation locale                   | Programmation locale                   |
| NBC    | Automne          | The Voice (États-Unis)                   | The Voice (États-Unis)                   | The Voice (États-Unis)                   | The Voice (États-Unis)                   | Joe ordinaire                          | Joe ordinaire                          |
| NBC    | L'hiver          | Kénan (1/3)                              | Kénan (1/3)                              | C'est ma confiture (1/3)                 | C'est ma confiture (1/3)                 | Joe ordinaire                          | Joe ordinaire                          |
| NBC    | Mi-hiver         | Concours de la chanson américaine (2/21) | Concours de la chanson américaine (2/21) | Concours de la chanson américaine (2/21) | Concours de la chanson américaine (2/21) | La phase finale (2/21)                 | La phase finale (2/21)                 |

- Note : That's My Jam aura sa première série le 29 novembre 2021 à 22h
- Remarque : American Auto aura sa première série le 13 décembre 2021 à 22 h
- Remarque : Dynasty aura une première saison de deux heures le 20 décembre 2021 à 20 heures avant de passer à son créneau horaire habituel le 11 mars 2022[6].

### Mardi
| Réseau | Réseau           | 20:00                                       | 20h30                                       | 21h00                                       | 21h30                                       | 22h00                          | 22h30                          |
| ------ | ---------------- | ------------------------------------------- | ------------------------------------------- | ------------------------------------------- | ------------------------------------------- | ------------------------------ | ------------------------------ |
| abc    | Automne          | The Bachelor (émission de télévision, 2002) | The Bachelor (émission de télévision, 2002) | The Bachelor (émission de télévision, 2002) | The Bachelor (émission de télévision, 2002) | Reines                         | Reines                         |
| abc    | L'hiver          | Juge Steve Harvey (1/4)                     | Juge Steve Harvey (1/4)                     | Abbott Élémentaire (1/4)                    | Noirâtre (1/4)                              | Reines                         | Reines                         |
| CBS    | CBS              | FBI                                         | FBI                                         | FBI: International                          | FBI: International                          | FBI : les plus recherchés      | FBI : les plus recherchés      |
| Le CW  | Automne          | Le flash                                    | Le flash                                    | Riverdale                                   | Riverdale                                   | Programmation locale           | Programmation locale           |
| Le CW  | L'hiver          | Superman & Lois (1/11)                      | Superman & Lois (1/11)                      | Naomi (1/11)                                | Naomi (1/11)                                | Programmation locale           | Programmation locale           |
| FOX    | Automne          | The résident                                | The résident                                | Notre genre de personnes                    | Notre genre de personnes                    | Programmation locale           | Programmation locale           |
| FOX    | Fin de l'automne | Programmation diverse (12/14)               | Programmation diverse (12/14)               | Notre genre de personnes                    | Notre genre de personnes                    | Programmation locale           | Programmation locale           |
| FOX    | L'hiver          | The résident                                | The résident                                | Monarque (2/1)                              | Monarque (2/1)                              | Programmation locale           | Programmation locale           |
| NBC    | Automne          | The Voice (États-Unis)                      | The Voice (États-Unis)                      | La Bréa                                     | La Bréa                                     | New Amsterdam                  | New Amsterdam                  |
| NBC    | L'hiver          | American Auto (1/4)                         | Grand Crew (1/4)                            | This Is Us                                  | This Is Us                                  | New Amsterdam                  | New Amsterdam                  |
| NBC    | Fin d'hiver      | Jeune Roche (3/15)                          | Monsieur le Maire (3/15)                    | This Is Us                                  | This Is Us                                  | La chose à propos de Pam (3/8) | La chose à propos de Pam (3/8) |
| NBC    | Printemps        | Jeune Roche (3/15)                          | Monsieur le Maire (3/15)                    | This Is Us                                  | This Is Us                                  | New Amsterdam                  | New Amsterdam                  |

- Remarque : NBC devrait diffuser la 47e édition des People's Choice Awards le 7 décembre 2021 à 9 h 00. après-midi [7]
- Remarque: Grand Crew aura sa première série le 14 décembre 2021 à 20h

### Mercredi
| Réseau | Réseau      | 20:00                              | 20h30                              | 21h00                          | 21h30                          | 22h00                   | 22h30                   |
| ------ | ----------- | ---------------------------------- | ---------------------------------- | ------------------------------ | ------------------------------ | ----------------------- | ----------------------- |
| abc    | automne     | Les Goldberg                       | Les belles années                  | les conners                    | Économie domestique            | A Million Little Things | A Million Little Things |
| abc    | L'hiver     | Les Goldberg                       | Les belles années                  | les conners                    | Économie domestique            | La chasse (1/5)         | La chasse (1/5)         |
| CBS    | automne     | Survivor (émission de télévision)  | Survivor (émission de télévision)  | Dur comme des ongles           | Dur comme des ongles           | CSI : Vegas             | CSI : Vegas             |
| CBS    | L'hiver     | The Price Is Right at Night        | The Price Is Right at Night        | the amazing race               | the amazing race               | Good Sam                | Good Sam                |
| CBS    | mi-hiver    | Celebrity Big Brother (États-Unis) | Celebrity Big Brother (États-Unis) | the amazing race               | the amazing race               | Good Sam                | Good Sam                |
| CBS    | fin d'hiver | Survivor (émission de télévision)  | Survivor (émission de télévision)  | the amazing race               | the amazing race               | Good Sam                | Good Sam                |
| Le CW  | automne     | Légendes de demain                 | Légendes de demain                 | Batwoman                       | Batwoman                       | Programmation locale    | Programmation locale    |
| Le CW  | L'hiver     | L'éclair (3/9)                     | L'éclair (3/9)                     | Kung Fu (3/9)                  | Kung Fu (3/9)                  | Programmation locale    | Programmation locale    |
| FOX    | automne     | Le chanteur masqué                 | Le chanteur masqué                 | Alter égo                      | Alter égo                      | Programmation locale    | Programmation locale    |
| FOX    | L'hiver     | Je peux voir ta voix (1/5)         | Je peux voir ta voix (1/5)         | Chef de niveau supérieur (1/5) | Chef de niveau supérieur (1/5) | Programmation locale    | Programmation locale    |
| NBC    | NBC         | Chicago Med                        | Chicago Med                        | Chicago Fire                   | Chicago Fire                   | Chicago P.D.            | Chicago P.D.            |

- Remarque : ABC doit diffuser la 55e édition des CMA Awards le 10 novembre 2021 à 20 h

### jeudi
| Réseau | Réseau     | 20:00                                                        | 20h30                                                        | 21h00                              | 21h30                              | 22h00                              | 22h30                              |
| ------ | ---------- | ------------------------------------------------------------ | ------------------------------------------------------------ | ---------------------------------- | ---------------------------------- | ---------------------------------- | ---------------------------------- |
| abc    | Tomber     | Station 19                                                   | Station 19                                                   | Grey's Anatomy                     | Grey's Anatomy                     | Big Sky                            | Big Sky                            |
| abc    | L'hiver    | Femmes du Mouvement (1/6) ,                                  | Femmes du Mouvement (1/6) ,                                  | Femmes du Mouvement (1/6) ,        | Femmes du Mouvement (1/6) ,        | Laissez le monde voir              | Laissez le monde voir              |
| CBS    | CBS        | Jeune Sheldon                                                | États-Unis d'Al                                              | Des fantômes                       | B Positif                          | Taureau                            | Taureau                            |
| Le CW  | Le CW      | Marcheur                                                     | Marcheur                                                     | Héritage                           | Héritage                           | Programmation locale               | Programmation locale               |
| FOX    | Tomber     | Fox NFL jeudi                                                | Football du jeudi soir (8:20 p.m.)                           | Football du jeudi soir (8:20 p.m.) | Football du jeudi soir (8:20 p.m.) | Football du jeudi soir (8:20 p.m.) | Football du jeudi soir (8:20 p.m.) |
| FOX    | L'hiver    | Joe Millionaire : Pour le plus riche ou le plus pauvre (1/6) | Joe Millionaire : Pour le plus riche ou le plus pauvre (1/6) | Appelez-moi Kat (1/13)             | Pivotant (1/13)                    | Programmation locale               | Programmation locale               |
| NBC    | Tomber     | New York, unité spéciale (r)                                 | New York, unité spéciale (r)                                 | New York, unité spéciale           | New York, unité spéciale           | New York, crime organisé           | New York, crime organisé           |
| NBC    | Mi-automne | The Blacklist                                                | The Blacklist                                                | New York, unité spéciale           | New York, unité spéciale           | New York, crime organisé           | New York, crime organisé           |
| NBC    | l'hiver    | New York, police judiciaire                                  | New York, police judiciaire                                  | New York, unité spéciale           | New York, unité spéciale           | New York, crime organisé           | New York, crime organisé           |

- Remarque : NBC devrait diffuser le match de la NFL 2021 aux heures de grande écoute le 25 novembre 2021 à 20 h 20 [11]

### vendredi
| Réseau | Réseau     | 20:00                                | 20h30                                | 21h00                                | 21h30                                | 22h00                | 22h30                |
| ------ | ---------- | ------------------------------------ | ------------------------------------ | ------------------------------------ | ------------------------------------ | -------------------- | -------------------- |
| abc    | abc        | Aquarium à requins                   | Aquarium à requins                   | 20/20                                | 20/20                                | 20/20                | 20/20                |
| CBS    | CBS        | S.W.A.T.                             | S.W.A.T.                             | Magnum (série télévisée, 2018)       | Magnum (série télévisée, 2018)       | Blue Bloods          | Blue Bloods          |
| Le CW  | Tomber     | Penn & Teller : Dupe-nous            | Penn & Teller : Dupe-nous            | Nancy a dessiné                      | Nancy a dessiné                      | Programmation locale | Programmation locale |
| Le CW  | L'hiver    | Charmé (3/11)                        | Charmé (3/11)                        | Dynastie (3/11)                      | Dynastie (3/11)                      | Programmation locale | Programmation locale |
| FOX    | FOX        | SmackDown du vendredi soir de la WWE | SmackDown du vendredi soir de la WWE | SmackDown du vendredi soir de la WWE | SmackDown du vendredi soir de la WWE | Programmation locale | Programmation locale |
| NBC    | Tomber     | La douceur du foyer                  | La douceur du foyer                  | Ligne de date NBC                    | Ligne de date NBC                    | Ligne de date NBC    | Ligne de date NBC    |
| NBC    | Mi-automne | Le Mur (11/12)                       | Le Mur (11/12)                       | Ligne de date NBC                    | Ligne de date NBC                    | Ligne de date NBC    | Ligne de date NBC    |

- Remarque : ABC devrait diffuser le match de championnat Pac-12 2021 le 3 décembre 2021 à 20 h [13]

### samedi
| Réseau | Réseau           | 20:00                                           | 20h30                                           | 21h00                                           | 21h30                                           | 22h00                                           | 22h30                                           |
| ------ | ---------------- | ----------------------------------------------- | ----------------------------------------------- | ----------------------------------------------- | ----------------------------------------------- | ----------------------------------------------- | ----------------------------------------------- |
| abc    | Tomber           | Football du samedi soir                         | Football du samedi soir                         | Football du samedi soir                         | Football du samedi soir                         | Football du samedi soir                         | Football du samedi soir                         |
| abc    | Fin de l'automne | ESPN sur la programmation sportive d' (12/11) , | ESPN sur la programmation sportive d' (12/11) , | ESPN sur la programmation sportive d' (12/11) , | ESPN sur la programmation sportive d' (12/11) , | ESPN sur la programmation sportive d' (12/11) , | ESPN sur la programmation sportive d' (12/11) , |
| abc    | L'hiver          | Compte à rebours NBA (1/29)                     | NBA samedi Primetime (1/29)                     | NBA samedi Primetime (1/29)                     | NBA samedi Primetime (1/29)                     | NBA samedi Primetime (1/29)                     | NBA samedi Primetime (1/29)                     |
| CBS    | CBS              | Crimetime samedi                                | Crimetime samedi                                | Crimetime samedi                                | Crimetime samedi                                | 48 heures                                       | 48 heures                                       |
| Le CW  | Le CW            | À qui s'agit-il de toute façon ?                | À qui s'agit-il de toute façon ? (R)            | Les animaux les plus drôles du monde            | Les animaux les plus drôles du monde (R)        | Programmation locale                            | Programmation locale                            |
| FOX    | Tomber           | Fox Ligue majeure de baseball                   | Fox Ligue majeure de baseball                   | Fox Ligue majeure de baseball                   | Fox Ligue majeure de baseball                   | Programmation locale                            | Programmation locale                            |
| FOX    | Mi-automne       | Football universitaire Fox                      | Football universitaire Fox                      | Football universitaire Fox                      | Football universitaire Fox                      | Football universitaire Fox                      | Football universitaire Fox                      |
| FOX    | Fin de l'automne | Programmation Divers (12/11) ,                  | Programmation Divers (12/11) ,                  | Programmation Divers (12/11) ,                  | Programmation Divers (12/11) ,                  | Programmation locale                            | Programmation locale                            |
| FOX    | L'hiver          | À venir (1/22)                                  | À venir (1/22)                                  | À venir (1/22)                                  | À venir (1/22)                                  | Programmation locale                            | Programmation locale                            |
| NBC    | NBC              | Programmation variée                            | Programmation variée                            | Dateline samedi mystère                         | Dateline samedi mystère                         | SNL Millésime                                   | SNL Millésime                                   |

## Par réseau

### ABC
| Séries renouvelées - 20/20 - American Idol - America's Funniest Home Videos - The Bachelor - The Bachelorette - Big Sky - Black-ish - Celebrity Wheel of Fortune - The Chase - The Conners - Dancing with the Stars - The Goldbergs - The Good Doctor - The Great Christmas Light Fight - Grey's Anatomy - Holey Moley - Home Economics - A Million Little Things - NBA Saturday Primetime - The Rookie - Saturday Night Football - Shark Tank - Station 19 - Supermarket Sweep | Nouvelles séries - Abbott Elementary - Judge Steve Harvey - Maggie - Promised Land - Queens - Women of the Movement - The Wonder Years | Séries non renouvelées 2020–2021 - American Housewife - Call Your Mother - For Life - Mike Tyson: The Knockout - Mixed-ish - Rebel - Soul of a Nation |

| Séries renouvelées - 48 Hours - 60 Minutes - The Amazing Race - B Positive - Blood & Treasure - Blue Bloods - Bob Hearts Abishola - Bull - Celebrity Big Brother - The Equalizer - FBI - FBI: Most Wanted - Magnum P.I. - NCIS - NCIS: Los Angeles - The Neighborhood - SEAL Team - Survivor - S.W.A.T. - Tough as Nails - Undercover Boss - United States of Al - Young Sheldon | Nouvelles séries - Come Dance With Me - CSI: Vegas - FBI: International - Ghosts : fantômes à la maison - Good Sam - NCIS: Hawaiʻi - Smallwood | Séries non renouvelées 2020–2021 - All Rise (moved to Oprah Winfrey Network), - Clarice - MacGyver - Manhunt: Deadly Games - Mom - NCIS: New Orleans - One Day at a Time - Star Trek: Discovery - The Unicorn |

| Séries renouvelées - All American - Batwoman - Charmed - Dynasty - The Flash - In the Dark - Killer Camp - Kung Fu - Legacies - Legends of the Hidden Temple - Legends of Tomorrow - Masters of Illusion - Nancy Drew - Penn & Teller: Fool Us - Riverdale - Roswell, New Mexico - Stargirl - Superman & Lois - Two Sentence Horror Stories - Walker - Whose Line Is It Anyway? - World's Funniest Animals | Nouvelles séries - 4400 - All American: Homecoming - Bump - Great Chocolate Showdown - Leonardo - Naomi - Professionals - Tom Swift - Would I Lie to You? (UK) - Would I Lie to You? (USA) | Séries non renouvelées 2020–2021 - Black Lightning - Bulletproof - Burden of Truth - Gilmore Girls: A Year in the Life - The Outpost, - Pandora - The Republic of Sarah - Supergirl - Supernatural - Swamp Thing - Tell Me a Story - Trickster |

| Séries renouvelées - 9-1-1 - 9-1-1: Lone Star - Bob's Burgers - Call Me Kat - Don't Forget the Lyrics! - Duncanville - Family Guy - Fantasy Island - Fox College Football - The Great North - HouseBroken - I Can See Your Voice - Joe Millionaire - The Masked Singer - MasterChef - MasterChef Junior (en), - The Resident - The Simpsons - Thursday Night Football - WWE SmackDown | Nouvelles séries - Alter Ego - The Big Leap - The Cleaning Lady - Domino Masters - Krapopolis - Monarch - Next Level Chef - Our Kind of People - Pivoting - Welcome to Flatch | Séries non renouvelées 2020–2021 - Bless the Harts - Cosmos: Possible Worlds - Filthy Rich - Holmes Family Effect - L.A.'s Finest - Last Man Standing - The Moodys - Next - Prodigal Son |

| Séries renouvelées - The Blacklist - Chicago Fire - Chicago Med - Chicago P.D. - Dateline NBC - Ellen's Greatest Night of Giveaways - Football Night in America - Kenan - Law & Order - Law & Order: Organized Crime - Law & Order: Special Victims Unit - Mr. Mayor - NBC Sunday Night Football - New Amsterdam - Password - This Is Us - Dr. Bash - The Voice - The Wall - Weakest Link - Who Do You Think You Are? - Young Rock | Nouvelles séries - AGT: Extreme - American Auto - American Song Contest - The Endgame - Grand Crew - Home Sweet Home - La Brea - LA Fire and Rescue - Night Court - Ordinary Joe - That's My Jam - The Thing About Pam - The Wheel | Séries non renouvelées 2020–2021 - Brooklyn Nine-Nine - Connecting - Debris - Good Girls - Manifest (moved to Netflix), - NHL on NBC - Superstore - Zoey's Extraordinary Playlist |

## Renouvellements et annulations

### Ramassages en pleine saison

#### ABC
- Économie domestique — Reprise pour une saison complète de 22 épisodes le 26 octobre 2021[176].
- The Wonder Years — Retiré pour une saison complète de 22 épisodes le 26 octobre 2021[176].

#### CBS
- FBI : International — Renouvelé pour une saison complète le 11 octobre 2021[177].
- Fantômes — Retiré pour une saison complète le 21 octobre 2021[178].
- NCIS : Hawai'i — Reprise pour une saison complète le 11 octobre 2021[177].

### Renouvellements

#### ABC
- The Great Christmas Light Fight — Renouvelé pour une dixième saison le 28 octobre 2021.

- Tough as Nails — Renouvelé pour une quatrième saison le 14 avril 2021.
- Young Sheldon — Renouvelé pour une sixième et une septième saison le 30 mars 2021.

#### Renard
- Bob's Burgers — Renouvelé pour une treizième saison le 23 septembre 2020.
- Les Griffin — Renouvelé pour une vingt et unième saison le 23 septembre 2020.
- Le Grand Nord — Renouvelé pour une troisième saison le 17 mai 2021[179].
- Les Simpson — Renouvelé pour une trente-quatrième saison le 3 mars 2021.

#### NBC
- Chicago Fire — Renouvelé pour une onzième saison le 27 février 2020.
- Chicago Med — Renouvelé pour une huitième saison le 27 février 2020.
- Chicago PD — Renouvelé pour une dixième saison le 27 février 2020.
- Football Night in America — Renouvelé pour une dix-septième saison le 14 décembre 2011.
- New York, unité spéciale Renouvelé pour une vingt-quatrième saison le 27 février 2020.
- NBC Sunday Night Football — Renouvelé pour une dix-septième saison le 14 décembre 2011 ; accord prolongé pour une vingt-septième saison en 2033[180],[181],[182].
- New Amsterdam — Renouvelé pour une cinquième saison le 11 janvier 2020.

### Annulations/fins de séries

#### abc
- Black-ish – Il a été annoncé le 14 mai 2021 que la saison huit serait la dernière saison.
- Femmes du mouvement — La mini-série est censée ne durer qu'une seule saison.
- SEAL Team - Il a été annoncé le 18 mai 2021 qu'après la diffusion des quatre premiers épisodes de la cinquième saison sur CBS, la série passerait à Paramount + pour le reste de sa diffusion.
- Killer Camp —Retiré du programme le 18 octobre 2021, après deux épisodes[183].
- Would I Lie to You? — L'acquisition de la série est limitée à deux saisons seulement.
- Thursday Night Football — Il a été annoncé le 3 mai 2021 qu'à partir de sa neuvième saison (à partir de la saison 2022), la série passerait à Amazon Prime Video[184].

#### NBC
- The Thing About Pam — La mini-série est censée ne durer qu'une saison.
- This Is Us — Il a été annoncé le 12 mai 2021 que la saison six serait la dernière saison[185].